# Louis-Pantaléon de Noé
Vous lisez un « bon article » labellisé en 2024.
Pour les articles homonymes, voir Noé.
Pour les autres membres de la famille, voir famille de Noé.
Louis-Pantaléon de Noé, comte de Noé, né le 8 novembre ou le 22 décembre 1728, dans l'habitation Bréda au Cap-Français à Saint-Domingue (aujourd'hui Haïti), et mort à Paris, rue du Bac, le 25 février 1816, est un aristocrate français, officier, propriétaire de terres et d'esclaves à Saint-Domingue.
Fils d'un officier gascon et d'une propriétaire créole, il grandit dans la colonie de Saint-Domingue avant de servir comme officier pendant la guerre de Succession d'Autriche puis la guerre de Sept Ans. Il retourne ensuite à Saint-Domingue gérer ses habitations, où des centaines d'esclaves produisent du café et surtout du sucre.
Revenu en Gascogne, il mène la vie d'un grand seigneur tout en faisant gérer ses plantations à Saint-Domingue. Il émigre pendant la Révolution et revient en France en 1802. Désargenté, il demande de l'aide à l'ancien esclave d'une des plantations de sa famille, Toussaint Bréda, devenu le héros de la révolution haïtienne et connu sous le nom de Toussaint Louverture.
À la fin de sa vie, il est un notable, lieutenant général et pair de France à la Restauration. Après sa mort, sa famille entretient la mémoire de ses relations avec Toussaint Louverture. Dans le roman de Victor Hugo Bug-Jargal, de nombreux détails permettent d'identifier les deux personnages principaux comme Louis-Pantaléon de Noé et Toussaint Louverture.

## Biographie

### Famille et enfance à Saint-Domingue (1728-1740)
Louis-Pantaléon de Noé naît le 8 novembre 1728 selon son dossier militaire, ou le 22 décembre 1728 comme il l'indique lui-même sous le Premier Empire. Peut-être y a-t-il confusion entre la date de naissance et la date du baptême. Sa mère accouche très probablement dans la « grande case » de l'habitation Bréda du Haut-du-Cap appartenant à ses grands-parents, au Cap-Français, dans la colonie française de Saint-Domingue.
Louis-Pantaléon de Noé est le fils de Jean-Louis de Noé (1691-1730) et de son épouse Marie-Anne de Bréda (1708-1761). Jean-Louis de Noé, couramment appelé Louis, est issu d'une famille de noblesse ancienne de Gascogne, les Noé, seigneurs de L'Isle-de-Noé, alliés notamment aux Colbert, et aux Pardaillan de Gondrin. Louis de Noé a un frère aîné, Marc-Roger de Noé, héritier du marquisat de Noé.

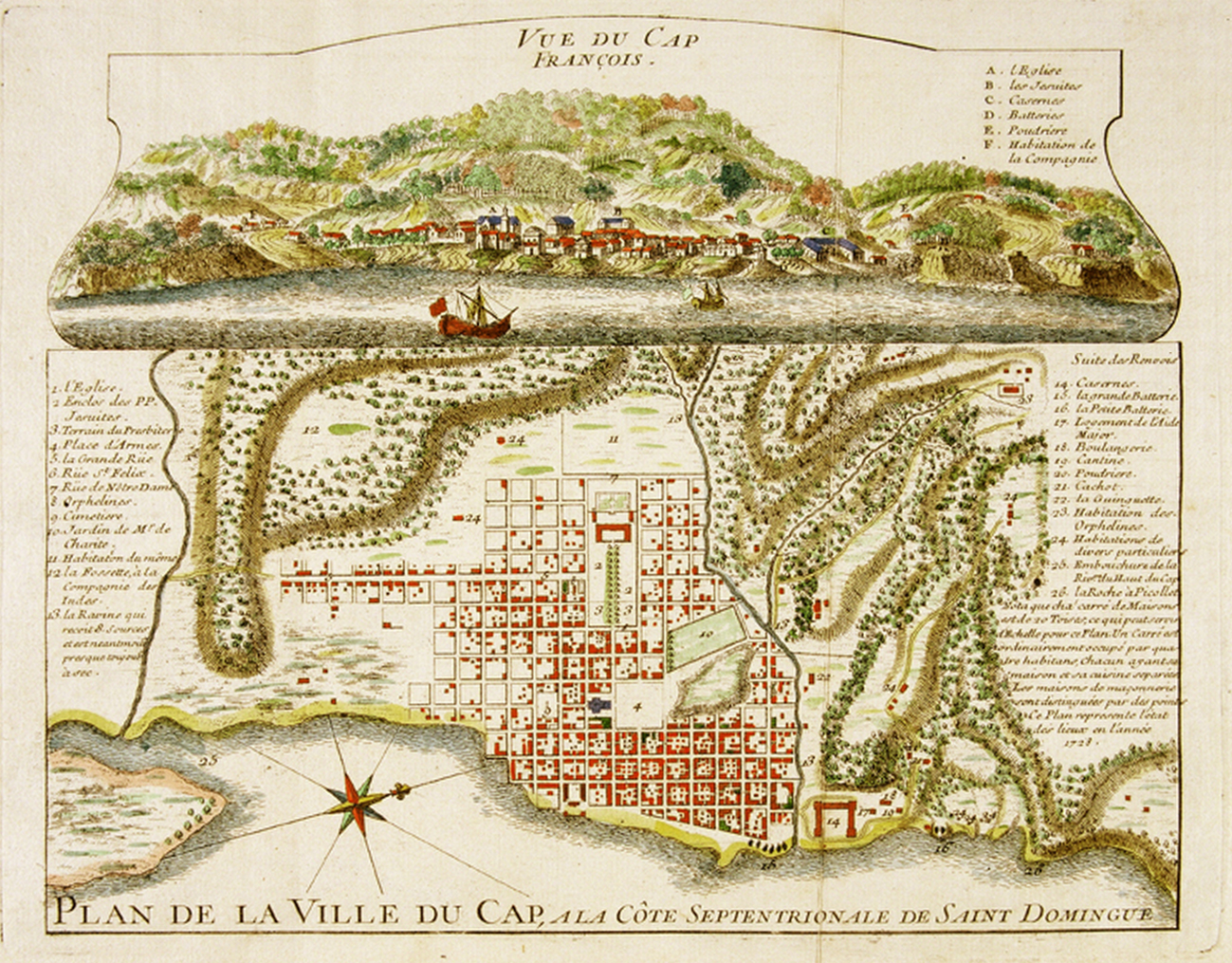
Vue et plan du Cap-Français en 1728.

Jean-Louis de Noé porte le titre de comte et entame une carrière d'officier de marine qui l'amène au Cap-Français, à Saint-Domingue, où il épouse, par contrat signé le 27 novembre 1725, Marie-Anne de Bréda. Cette dernière est la fille de Pantaléon I de Bréda, qui lui lègue une habitation située au quartier du Limbé, à l'ouest du Cap-Français, sur laquelle travaillent une cinquantaine d'esclaves. C'est donc un mariage entre un cadet de Gascogne au nom prestigieux mais assez peu fortuné et une héritière créole.
Le nouveau-né Louis-Pantaléon est confié aux soins d'une nourrice noire esclave, Madeleine, qu'on connaît par un don qu'il lui fait quarante-sept ans plus tard, en 1775, alors qu'elle est devenue libre par affranchissement. Le 21 décembre 1730, Jean-Louis de Noé meurt d'un coup d'épée reçu d'un autre officier lors d'une dispute avinée.
Jusqu'à l'âge de 8 ans et son départ pour la France métropolitaine en mars 1737, Louis-Pantaléon de Noé grandit dans son île natale. Puis sa mère, Marie-Anne Bréda de Noé, emmène avec elle ses deux enfants, Louis-Pantaléon et sa jeune sœur, Marie-Anne. Elle s'installe d'abord à Paris, puis à Auch, et fait gérer à distance ses propriétés de Saint-Domingue. Son fils va entamer sa carrière militaire en 1740, alors qu'il n'a pas encore douze ans.

### Officier (1740-1773)

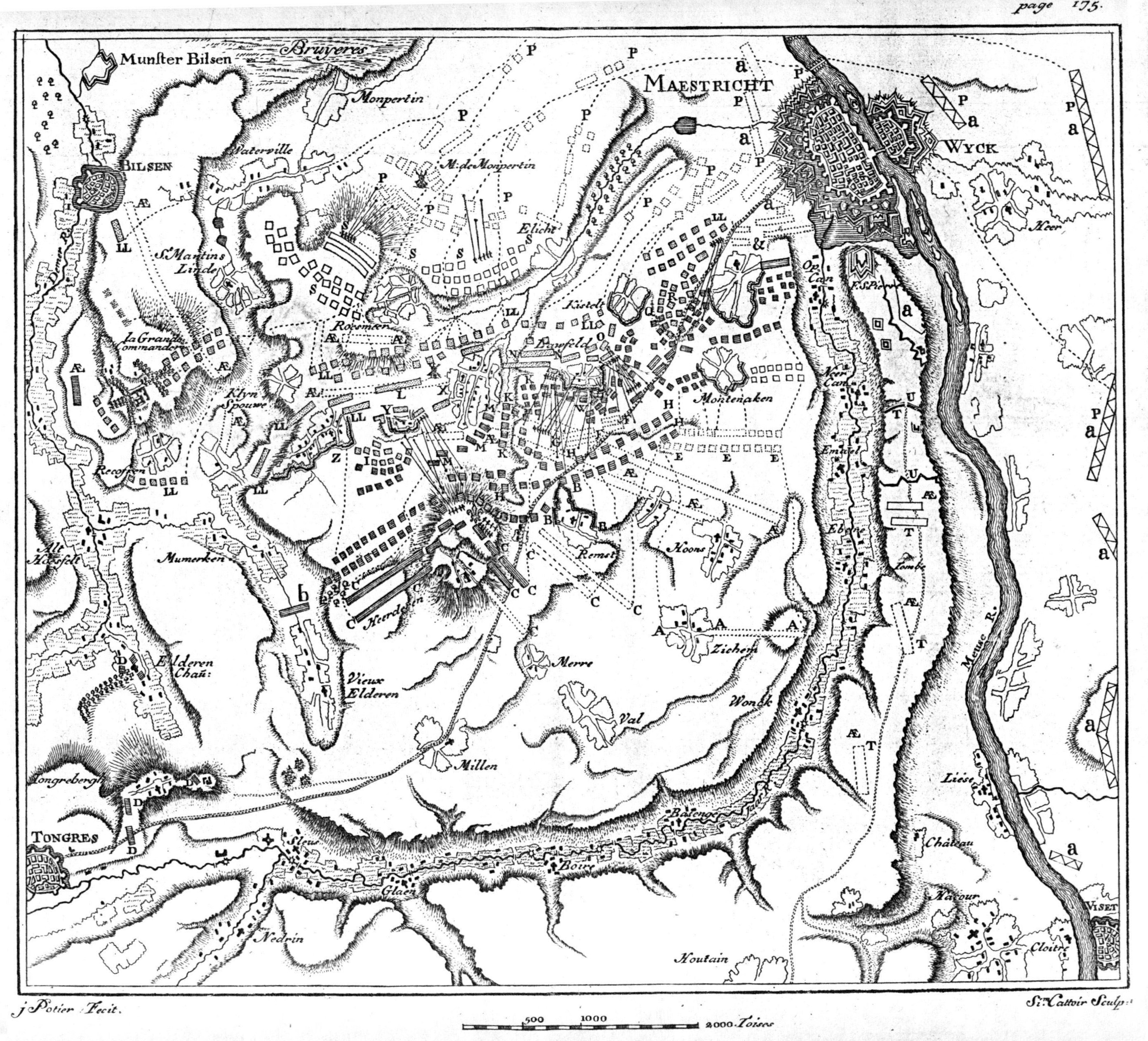
Plan de la bataille de Lauffeld.

Le 6 juin 1740, âgé de onze ans, Louis-Pantaléon de Noé devient lieutenant en second du régiment d'infanterie de Noailles. Il passe enseigne le 1er novembre 1741 puis lieutenant le 9 décembre 1742, dans ce même régiment.
Alors que la guerre de Succession d'Autriche commence à la fin de l'année 1740, le jeune Louis-Pantaléon connaît sa première expérience du combat lors de la bataille de Dettingen, le 27 juin 1743, défaite française pendant laquelle il est légèrement blessé. Il participe en 1744 aux sièges des villes d'Ypres, de Menin et de Fribourg-en-Brisgau, pendant lequel il est de nouveau touché. Le 19 février 1745, Louis-Pantaléon de Noé devient capitaine de cavalerie, dans le régiment de La Viefville. Il combat en Italie en 1746 (batailles du Tidone, du Tanaro et de Plaisance) et dans les Flandres en 1747 à la bataille de Lauffeld, pendant laquelle il reçoit une nouvelle blessure. Après le traité d'Aix-la-Chapelle, il reste capitaine de cavalerie.

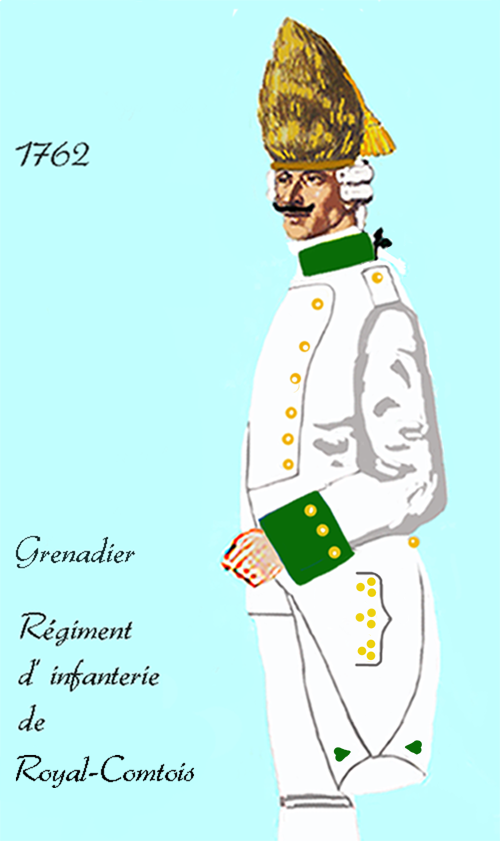
Grenadier du régiment Royal-Comtois en 1762.

En juin 1756, il reçoit à Versailles, des mains du roi Louis XV, la croix de chevalier de l'ordre royal et militaire de Saint-Louis. On ne sait pas de quelles protections il a pu bénéficier pour recevoir cet honneur considérable. Il poursuit ensuite sa carrière militaire dans la gendarmerie de France, les unités d'élite qui protègent le roi. Pendant la guerre de Sept Ans, il est grièvement blessé lors de la bataille de Minden et en reste handicapé, comme il l'écrit lui-même dans une lettre : « ayant fait toute la guerre dans la gendarmerie, blessé assez grièvement pour rester estropié et ne pouvoir que difficilement servir dans la cavalerie ». Le 1er février 1762, il devient colonel d'infanterie, ce qui montre qu'il a les moyens de s'acheter un régiment, le régiment Royal-Comtois Infanterie. Ce régiment est affecté à la surveillance des côtes atlantiques et méditerranéennes.
En 1769, il obtient l'autorisation de délaisser son régiment, le confiant au lieutenant-colonel de La Motte-Geffrard, pour se consacrer à ses affaires privées dans la colonie de Saint-Domingue, qu'il rejoint dans la seconde moitié de l'année. Son régiment, parti pour l'île de France, aujourd'hui île Maurice, s'y mutine. Les meneurs sont jugés en juillet 1773 et, le 28 juillet 1773, le comte de Noé, alors à Saint-Domingue, est démis de son commandement au profit de Stanislas-Catherine de Biaudos de Castéja.

### Aristocrate planteur (1769-1775)

Les habitations des Bréda et de leurs alliés vers 1750.

La mère de Louis-Pantaléon de Noé, Marie-Anne de Bréda, meurt à Toulouse le 24 août 1761, laissant ses biens à Louis-Pantaléon et à sa sœur Marie-Anne. Elle a déjà vendu son habitation du Limbé et lègue à ses enfants une habitation sucrière appelée Les Manquets, des parts dans une tuilerie et une poterie, le tout au Cap-Français, ainsi que des dettes importantes. En 1765, la sœur de Louis-Pantaléon renonce en sa faveur à sa part d'héritage. Il en confie la gestion à des négociants installés à Saint-Domingue avant de venir lui-même sur place en 1769.
Arrivé à Saint-Domingue, le comte de Noé s'installe dans la ville du Cap-Français, où il cultive des relations de sociabilité avec les autres membres de la bonne société blanche, notamment François-Antoine Bayon de Libertat, qui administre les habitations Bréda, qui appartiennent alors à Pantaléon II de Bréda, oncle de Louis-Pantaléon,.
En 1772, Louis-Pantaléon de Noé s'associe avec un de ses cousins, Louis-François-Pantaléon du Trousset, chevalier d'Héricourt. Ils mettent en commun leurs biens des Manquets. Ils constituent ainsi l'habitation d'Héricourt-Noé, située à côté du Cap-Français, dans le quartier de l'Acul-du-Nord. C'est une grande exploitation sucrière, d'environ 700 hectares, l'une des plus étendues de la région. La canne à sucre y est cultivée, broyée (dans des moulins) et transformée en sucre (par chauffage) par des esclaves, au prix d'un travail exténuant. En 1774, les deux associés possèdent plus de 400 esclaves sur leur plantation.

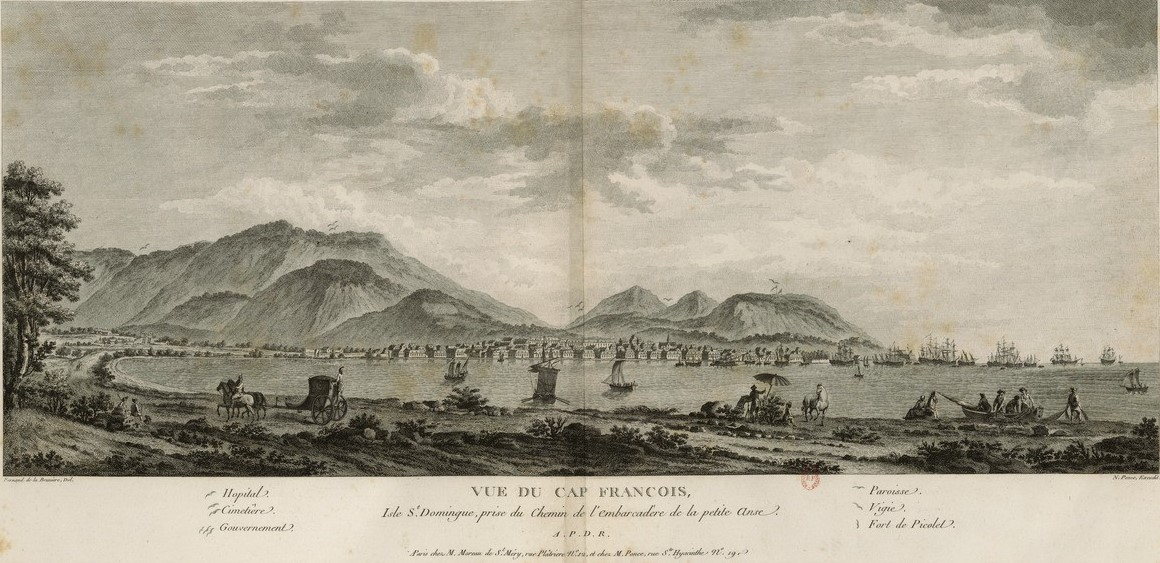
Le Cap-Français en 1791. Gravure extraite du Recueil de vues des lieux principaux de la colonie françoise de Saint-Domingue de Moreau de Saint-Méry. La plantation Bréda du Haut-du-Cap se situait au pied des mornes, sur la gauche de cette illustration.

Pendant son séjour à Saint-Domingue, Louis-Pantaléon de Noé est aussi au contact de gens de couleur libres, dont le plus connu est Toussaint Bréda, qui prend plus tard le nom de Toussaint Louverture quand il devient le héros de la révolution haïtienne. Toussaint est esclave sur l'habitation Bréda avant d'être affranchi, soit par le comte de Noé lui-même, soit par Bayon de Libertat, qui administre l'habitation Bréda,. La tradition qui rapporte que Toussaint était l'esclave de Louis-Pantaléon de Noé est erronée, puisque celui-ci ne possède pas alors l'habitation Bréda, qui appartient à son oncle. Parmi les serviteurs de Louis-Pantaléon figure Blaise Bréda, un « libre de couleur », qui est son cuisinier et possède lui-même deux maisons et des esclaves.
Une fois leur situation financière rétablie, les deux cousins associés songent à revenir en France. L'attraction de la métropole, l'ennui d'une vie monotone et la crainte permanente d'une possible révolte des esclaves de leur plantation, beaucoup plus nombreux que les Blancs, expliquent probablement cette décision. Avant de partir, ils choisissent deux hommes de confiance pour gérer leur habitation : un procureur, qui a procuration pour agir en leur nom, Antoine-Alexis Mosneron de Launay, et un économe, c'est-à-dire un comptable, Charles de Lépinaist. Ils arrivent en métropole le 29 juillet 1775.

### Propriétaire absentéiste (1775-1791)
En avril 1778, le comte de Noé et son cousin le chevalier d'Héricourt achètent à leur procureur pour Les Manquets, Mosneron de Launay, deux autres plantations, de café cette fois, situées sur les mornes de Port-Margot. Ces deux habitations totalisent 136 carreaux de terres et presque cinquante esclaves, presque tous récemment déportés d'Afrique (bossales), sauf un natif de Saint-Domingue. Le chevalier d'Héricourt revient à Saint-Domingue deux mois après, constate que cet achat se révèle être une mauvaise affaire et, fâché, se sépare de Mosneron de Launay aux Manquets. Louis-Pantaléon de Noé revient aussi en 1778, mais reste très peu de temps à Saint-Domingue. Les deux associés revendent rapidement leurs caféières.
Le chevalier d'Héricourt prend en main la direction de la plantation sucrière des Manquets, mais tombe malade et meurt le 25 août 1779. L'habitation passe entièrement au comte de Noé, qui indemnise les autres ayants droit. Il en confie la direction à trois procureurs successifs. Tout d'abord, de 1779 à 1789, François-Antoine Bayon de Libertat, le même qu'à l'habitation Bréda. Il est révoqué pour mauvaise gestion en 1789. Son successeur est Jean-Jacques-Philippe Langlois de Laheuse jusqu'en avril 1790. À cette date, un nouveau procureur est nommé, Joseph-Nicolas Duménil, qui dirige la plantation jusqu'à la révolte des esclaves d'août 1791.

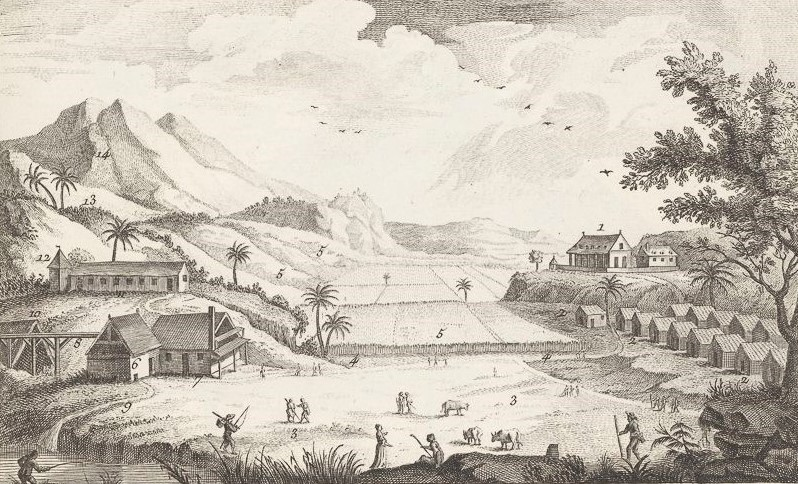
Une habitation coloniale sucrière en 1762. Illustration dans lEncyclopédie. En haut à droite, la maison du maître, dominant la rue Cases-Nègres en contrebas (quartier des esclaves). À gauche, les bâtiments destinés à la production de sucre : moulin à eau, relié à la sucrerie abritant les chaudières. Au-dessus, la purgerie et l’étuve, pour le raffinage et le séchage du sucre. Au centre, au premier plan la « savane », partie de l’habitation non-cultivée, et à l'arrière les champs de cannes. Le travail des esclaves n'est pas représenté.

Pendant cette période, la surface plantée en canne à sucre dans la plantation des Manquets augmente, passant d'environ 200 hectares en 1780, à près de 340 hectares en 1791. La production annuelle de sucre varie d'environ 180 tonnes en 1780, à 260 tonnes environ les autres années. La plantation rapporte au moins 30 000 livres par an au comte de Noé.
Les sources ne permettent pas de connaître précisément le vécu des esclaves, mais il apparaît qu'ils sont mal nourris, essentiellement de bananes-légumes et autres féculents, mal vêtus, mal logés dans des cases construites à l'économie, assujettis à un travail éreintant pour lequel ils ne sont pas assez nombreux. Ils ont par conséquent une santé précaire et les épidémies semblent fréquentes. Les esclaves résistent comme ils le peuvent, notamment en se livrant au marronnage, temporaire ou plus long. Bayon de Libertat, dans ses courriers au comte de Noé, prétend favoriser les naissances d'enfants d'esclaves, qui permettent de renouveler la force de travail à un coût moindre que l'achat de Bossales issus de la traite négrière.
En 1786, à la mort de son oncle Pantaléon II de Bréda, le comte de Noé hérite, en indivision avec sa sœur Marie-Anne de Noé de Polastron, son cousin Louis-Bénigne-Pantaléon du Trousset, comte d'Héricourt, et sa cousine Julie du Trousset d'Héricourt de Butler, des deux habitations Bréda, l'une au Haut-du-Cap au Cap-Français, et l'autre à Plaine-du-Nord. Ce sont deux plantations sucrières, sur lesquelles travaillent plus de 360 esclaves au total, aux trois quarts des adultes nés en Afrique. Ces habitations sont gérées, comme aux Manquets, par Bayon de Libertat, dont l'homme de confiance est Toussaint Bréda. Après l'éviction en 1789 de Bayon de Libertat, qui semble privilégier l'administration de sa propre sucrerie située au Limbé, il apparaît que des travaux d'irrigation et de construction de nouveaux moulins sont nécessaires. Comme aux Manquets, le petit marronnage est endémique aux habitations Bréda.
Il semble que c'est dans l'habitation du comte de Noé aux Manquets qu'a commencé la révolte des esclaves de Saint-Domingue, dans la nuit du 22 au 23 août 1791.

### Grand seigneur gascon (1775-1789)

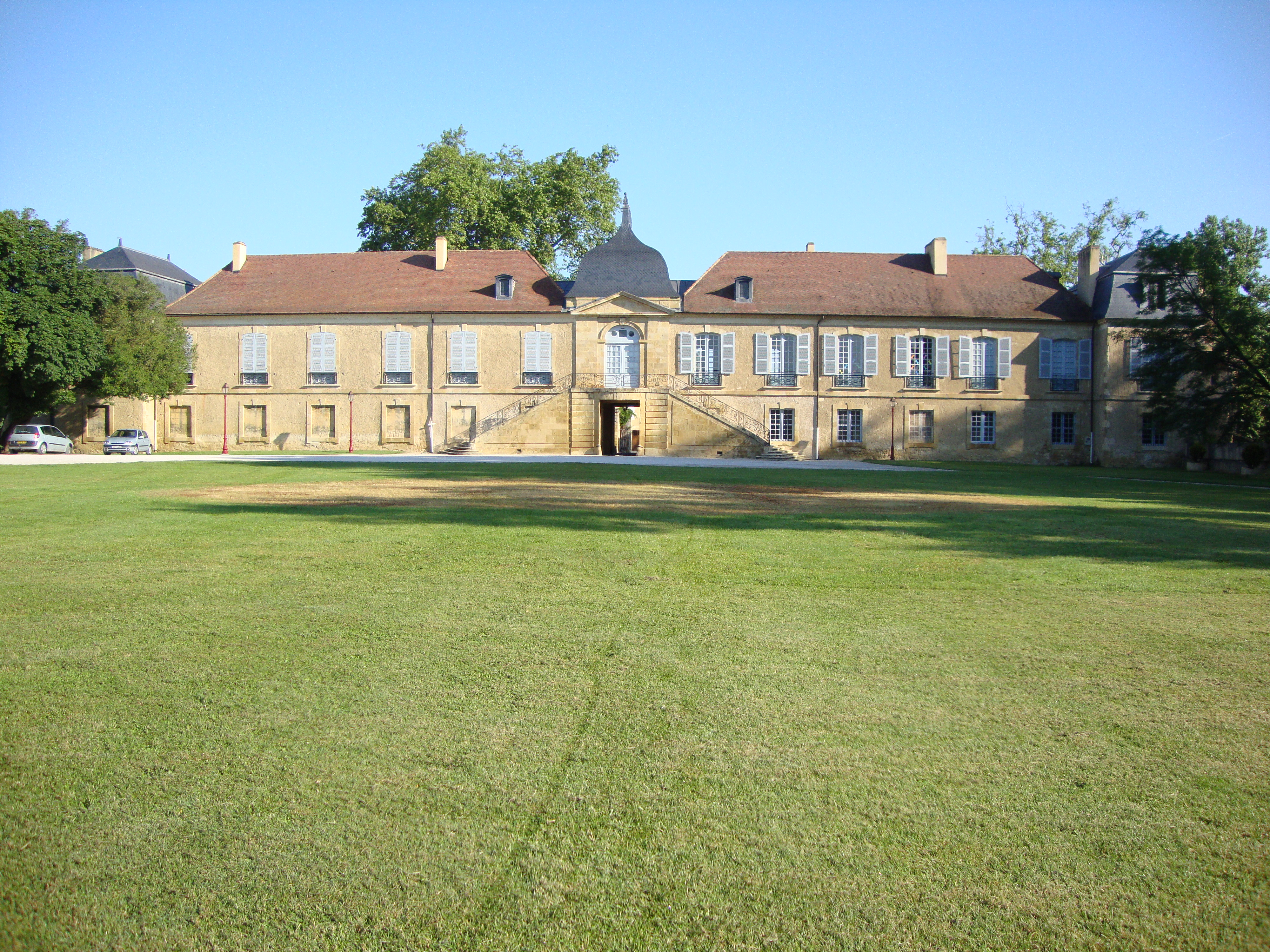
Château de L'Isle-de-Noé

L'année qui suit son retour en France métropolitaine, Louis-Pantaléon de Noé épouse sa cousine, Charlotte-Louise-Pétronille de Noé, tout juste veuve. Le contrat de mariage est signé au château de L'Isle-de-Noé le 24 janvier 1776, et la cérémonie a lieu deux semaines après, le 10 février 1776, dans l'église du village. À 47 ans, Louis-Pantaléon de Noé épouse une jeune femme de 26 ans. Elle est la fille du marquis Jacques-Roger de Noé (1716-1800), lui-même cousin germain de Louis-Pantaléon, leurs pères étant frères. Ce mariage qui réunit deux branches de la famille permet d'assurer l'avenir du nom. Louis-Pantaléon et Charlotte de Noé habitent dans le château résidentiel de L'Isle-de-Noé, héritage de Charlotte, probablement achevé en 1756. En sept ans, ils ont six enfants,.
En plus du couple Louis-Pantaléon et Charlotte de Noé et de leurs enfants, le vieux marquis Jacques-Roger de Noé et sa sœur restée célibataire, Jeanne-Louise de Noé, vivent aussi au château de L'Isle-de-Noé. Leurs frères Marc-Antoine de Noé, évêque de Lescar, et le vicomte Louis de Noé, y passent régulièrement. Les Noé sont servis par du personnel, leur château est meublé de beaux meubles et ils font bonne chère. Le comte de Noé développe l'élevage des chevaux dans le parc de son château.
Le comte de Noé est baron de L'Isle-de-Noé, seigneurie que sa famille possède depuis le XVIe siècle, constituée de L'Isle-de-Noé et des villages limitrophes de Mouchès, Castagnère et Saubagnan. Il possède aussi la vicomté d'Estancarbon, en Comminges. En 1787, il achète la baronnie d'Antin, c'est-à-dire l'ancien duché-pairie d'Antin redevenu une baronnie après la mort en 1757 du dernier duc d'Antin, Louis de Pardaillan de Gondrin.
Les Noé ont des relations à la Cour. En effet, Gabrielle de Polignac, femme de Jules de Polignac et amie de la reine Marie-Antoinette, est la fille d'un premier mariage de Jean-François Gabriel de Polastron, remarié ensuite à Marie-Anne de Noé, sœur du comte Louis-Pantaléon de Noé. Les Noé font partie de la noblesse imbue de ses privilèges et qui ne comprend pas qu'ils puissent être remis en question.
Malgré sa situation enviable, le comte de Noé a des difficultés financières. La guerre d'indépendance des États-Unis perturbe les relations commerciales entre Saint-Domingue et la métropole. Diverses dettes ne sont pas réglées et s'éternisent, et de nouvelles sont contractées.
En 1787, le comte de Noé participe à l'assemblée provinciale de la généralité d'Auch. Il y est nommé par le roi en tant que représentant de la noblesse.

### Le choix de l'émigration (1789-1802)
Au printemps 1789, contrairement aux autres membres de sa famille, le comte de Noé ne prend pas part aux réunions locales de la noblesse gasconne qui rédige les cahiers de doléances. Ses préoccupations sont ailleurs. En 1787-1788, il fait de fréquents séjours à Paris pour défendre ses intérêts de planteur de Saint-Domingue. Il participe au « comité colonial » composé de grands propriétaires. Contrairement à ce qu'ils réclament, le roi Louis XVI dans sa convocation des États généraux, ne prévoit pas de députés des colonies. Le comité colonial organise quand même des élections illégales à Saint-Domingue : le 27 janvier 1789, une assemblée générale de notables blancs du nord de l'île élit des députés aux États généraux, dont le comte de Noé.
À l'ouverture des États généraux le 5 mai 1789, les députés des colonies ne sont pas admis. L'Assemblée nationale accepte six représentants de Saint-Domingue lors de sa séance du 4 juillet 1789, mais le comte de Noé n'en fait pas partie. En 1789-1790, il est dans son château de L'Isle-de-Noé avec sa famille. Contrairement à beaucoup de ses parents et alliés, il ne participe pas au club de l'hôtel de Massiac, société de riches colons qui luttent contre les droits des Noirs.
En 1791, après la fuite à Varennes et l'arrestation du roi, Louis-Pantaléon de Noé émigre de France, laissant à L'Isle-de-Noé sa femme, propriétaire en titre du château. Vers la mi-octobre, arrive en France la nouvelle de la révolte des esclaves de Saint-Domingue. Au même moment, à l'automne 1791, Louis-Pantaléon de Noé arrive dans la ville allemande de Coblence, à la cour des princes (les deux frères de Louis XVI, le Louis XVIII comte de Provence et le Charles X). Son fils Louis-Pantaléon-Jude-Amédée de Noé l'y rejoint, pour servir dans l'armée des Princes. En 1793, père et fils passent en Angleterre. En juillet 1795, le comte de Noé prend par écrit diverses dispositions avant de rejoindre l'armée du comte d'Artois. Il prend part à la tentative ratée de débarquement à l'île d'Yeu d'août-septembre 1795 puis revient en Angleterre.

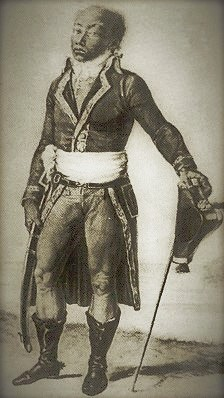
Toussaint Louverture en 1802, gravure de Pierre-Charles Baquoy.

Le 6 avril 1799, le comte de Noé envoie une lettre au nouvel homme fort de Saint-Domingue, Toussaint Louverture, ancien esclave de l'habitation Bréda. En effet, Louis-Pantaléon a appris que Toussaint Louverture a pris en fermage l'ancienne habitation des Noé aux Manquets. L'ancien propriétaire esclavagiste supplie l'ancien esclave de lui envoyer de l'argent, arguant de leurs bonnes relations et de sa situation financière difficile :

« Ce que je viens d’apprendre, mon cher Toussaint, des services que vous avez rendus au Sieur Bayon, notre ancien procureur, me confirme dans l’opinion que j’avais déjà conçue de vous, sur les derniers actes publics de votre conduite. Cela me prouve également que vous n’avez pas [oublié] ceux auxquels vous avez été attaché pendant tant d’années. Tous ces motifs me font penser avec confiance que vous trouverez le même plaisir à m’être utile du moment que je vous aurai fait connaître la position malheureuse dans laquelle les malheurs de la Révolution m’ont réduit, en me dépouillant d’une grande fortune et me réduisant à la misère, et à manquer de tout dans un âge avancé. Sans cette affreuse Révolution, mon intention était d’aller avec mes enfants, finir mes jours paisiblement sur mes habitations, où ma plus grande jouissance aurait été de rendre heureux tous ceux qui dépendaient de moi, comme vous savez bien que moi et mes parents, nous l’avons fait pendant notre séjour dans la colonie. Mais hélas ! je crains bien que ce plan ne puisse jamais s’exécuter ; cependant il pourrait encore avoir lieu ; si, comme j’aime à me le persuader, vous voulez employer votre pouvoir et vos moyens au rétablissement de mes habitations et de celles de mes parents, que vous avez connus, et me faire passer dans ce pays-ci où je réside actuellement, des secours qui sont nécessaires à ma subsistance, et à la conservation de ma vie, et de celle de mes enfants.
Adieu ! mon cher Toussaint, votre réponse que j’attendrai avec une impatience égale à mes besoins me confirmera, j’en suis convaincu, dans la bonne opinion que j’ai de vous et me prouvera que j’avais raison, ainsi que mes parents, de vous avoir donné notre confiance, de même qu’au bon Nègre Blaise, et à quelques autres bons sujets, qui avaient été attachés à mes père et mère, et à toute ma famille.
Le comte de Noé
P. S. : Les enfants de ma sœur, la comtesse de Polastron, ainsi que mon cousin le comte de Butler, anciens propriétaires des habitations Bréda, sont dans la même position malheureuse que moi, étant également dépouillés de leur fortune. Le comte de Butler, qui vous a connu à Saint-Domingue, ne vous écrit pas, sachant que je le fais. Votre réponse pourra me parvenir sûrement si vous la faites passer par la même voie par laquelle je vous envoie cette lettre.
Comme je suis bien convaincu, mon cher Toussaint, que vous arrivez à mon secours en me faisant passer des fonds, soit en sucre ou en argent, et je joins à ma lettre l’adresse d’une maison de commerce établie à la Jamaïque, à laquelle vous pourrez adresser les objets que vous me ferez passer, et qui me seront envoyés avec exactitude,. »

Cette inversion de situation montre à quel point la révolution haïtienne a bouleversé l'ordre social. Le ton familier employé par le comte de Noé et sa franchise quant à sa détestation de la Révolution indiquent qu'il connaît bien Toussaint Louverture. Son désir exprimé de revenir à Saint-Domingue n'est guère crédible, mais lui permet de rappeler les affranchissements d'esclaves qu'il a effectués lors de son séjour précédent. C'est probablement parce qu'il a joué un rôle dans celui de Toussaint Louverture que le comte de Noé peut nourrir quelque espoir de réponse positive de sa part.
Il semble que Toussaint Louverture, qui reprend l'exploitation sucrière des Manquets, ait répondu favorablement à la demande du comte de Noé, dont la famille cultive ensuite la mémoire du général haïtien,. En 1802, Toussaint Louverture est arrêté à Saint-Domingue et emprisonné en France, où il meurt l'année suivante.

### Retour en France (1802-1816)
Le 9 juillet 1802, Louis-Pantaléon de Noé décide de rentrer en France, profitant de l'amnistie des émigrés et se ralliant officiellement au Consulat. Napoléon Bonaparte donne l'ordre à Charles Leclerc, capitaine général de l'expédition de Saint-Domingue, « de faire restituer au citoyen Pantaléon-Louis Noé la plantation des Manquets ». En fait, les plantations de la famille à Saint-Domingue passent définitivement en d'autres mains. Après leur affermage par Toussaint Louverture et d'autres fermiers, l'indépendance d'Haïti le 1er janvier 1804 met fin aux espoirs des Noé.
La situation financière de la famille est alors très difficile. Charlotte de Noé, restée en France à L'Isle-de-Noé, est emprisonnée comme suspecte, en tant que femme d'émigré, pendant la Terreur. Très endettée, elle voit une partie des biens saisis et doit en vendre d'autres, comme le château de Bonnefont, dans la baronnie d'Antin. En 1802, elle est même obligée de vendre une partie du château de L'Isle-Noé. Les dettes n'étant toujours pas réglées, malgré la pension de 3 000 francs que touche le comte de Noé comme général de brigade, c'est l'ensemble de ce château qui est vendu en 1809.
Le comte de Noé jouit cependant d'une situation politique enviable. Il est conseiller général du département des Hautes-Pyrénées de 1807 à 1813. Après une visite officielle à Tarbes où Louis-Pantaléon de Noé commande la garde d'honneur, Napoléon décide de lui doubler sa pension, qui passe donc à 6 000 francs. Louis-Pantaléon est également membre de la Légion d'honneur. Il vit entre L'Isle-de-Noé, Tarbes et Paris, où il a acheté un appartement au 12 rue du Bac. Il paraît rallié à l'Empire. Deux de ses fils servent dans l'armée napoléonienne et sont tués au combat : Édouard, capitaine, meurt pendant la guerre d'indépendance espagnole en 1813, et son frère Léon est tué lors de la bataille de Leipzig, le 18 octobre 1813.

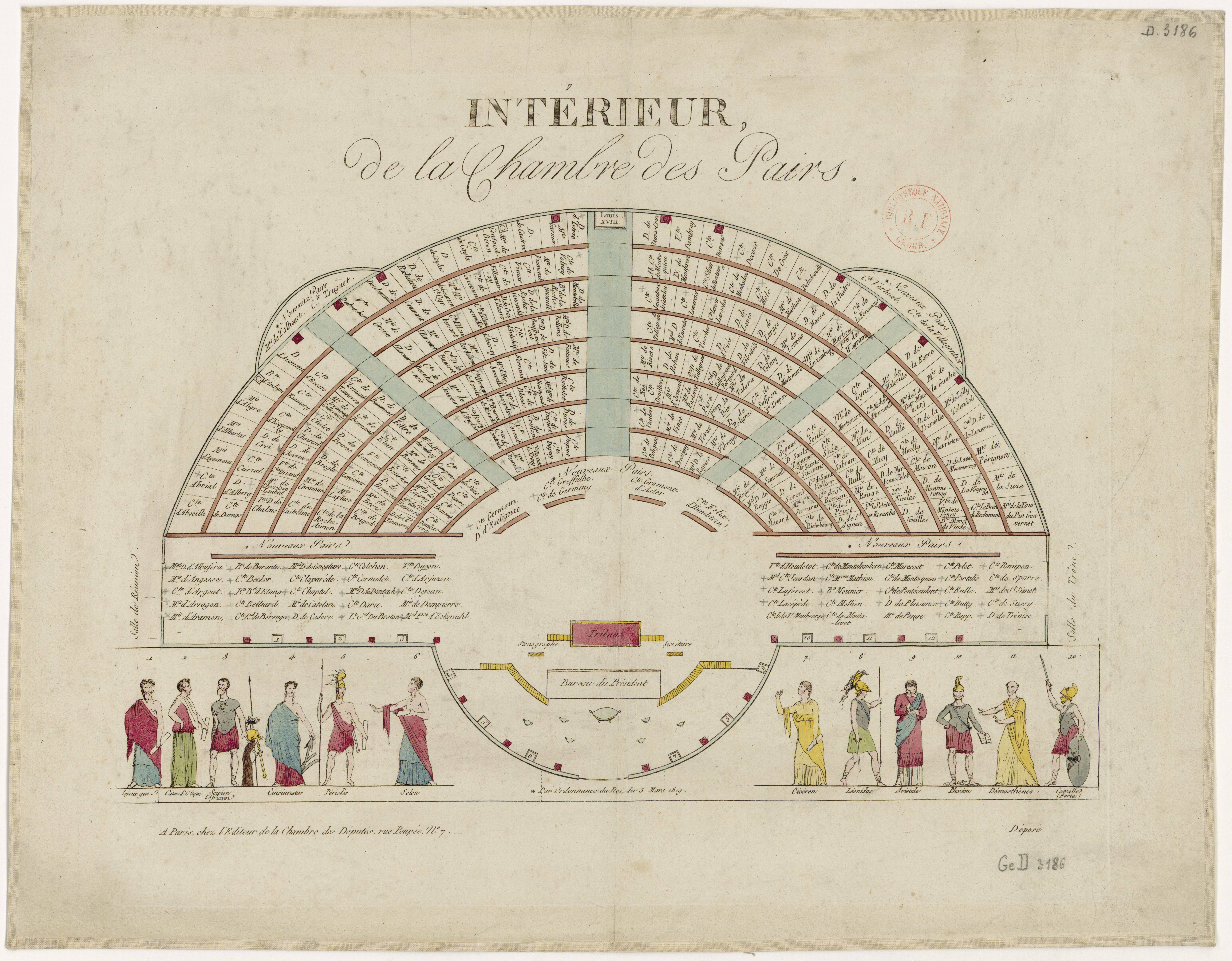
Intérieur de la Chambre des pairs en 1819. La place de Louis-Pantaléon-Jude-Amédée de Noé, fils de Louis-Pantaléon, est indiquée.

Le 13 août 1814, lors de la Première Restauration, Louis XVIII nomme le comte de Noé lieutenant général. Puis, par l'ordonnance du 17 août 1815, Louis-Pantaléon de Noé est nommé pair de France à la Seconde Restauration. Quand la Chambre des pairs se constitue en haute cour de justice, le vieux comte de Noé fait partie des pairs de France qui, le 6 décembre 1815, votent la mort du maréchal Ney, accusé d'avoir rejoint Napoléon pendant les Cent-Jours.
Louis-Pantaléon de Noé meurt à son domicile parisien, rue du Bac, le 25 février 1816,. Après sa mort, son fils Louis-Pantaléon-Jude lui succède comme pair de France,.

## Décorations
- Chevalier de l'ordre royal et militaire de Saint-Louis en juin 1756[8].
- Chevalier de la Légion d'honneur[51].

## Héraldique
| Blason | Blasonnement : Losangé d'or et de gueules,. |

## Héritage et mémoire

### Descendance
Louis-Pantaléon et Charlotte de Noé ont six enfants, nés au château de L'Isle-de-Noé et baptisés dans l'église du village :
- Jacques Roger Marie Léon, baptisé le 17 novembre 1776[56], capitaine, tué lors de la bataille de Leipzig, le 18 octobre 1813[57] ;
- Louis Pantaléon Jude Amédée, baptisé le 28 octobre 1777[56], mort le 6 février 1858 à Paris, comte de Noé, pair de France[58] ;
- Louise Angélique Charlotte, baptisée le 8 février 1779[56] ;
- François Louis Édouard, baptisé le 2 mars 1780[56], capitaine, tué au combat pendant la guerre d'indépendance espagnole en 1813[57] ;
- Gabrielle Marquette Antoinette Nicolaïne, baptisée le 6 novembre 1782[56] ;
- Élisabeth Henriette Marie, baptisée le 5 novembre 1783[56].

Le 7 février 1818, son fils Louis-Pantaléon-Jude-Amédée de Noé rachète le château familial de L'Isle-de-Noé, dans lequel sa mère avait continué à vivre. Dans le cadre de l'indemnisation des propriétaires d'esclaves par la république d'Haïti, exigée en 1825 par la France en échange de sa reconnaissance de l'indépendance de la jeune république, les quatre héritiers encore vivants de la famille de Noé, Louis Pantaléon Jude Amédée et ses trois sœurs, reçoivent chacun 66 784,93 francs pour l'habitation des Manquets, et 13 817,21 francs pour les deux habitations Bréda. La famille touche donc au total 322 408,36 francs d'indemnités,.

### Postérité
Le musée de Mirande conserve une canne en gaïac, un bois dur exotique, attribuée à Toussaint Louverture, qui l'aurait offerte à la famille de Noé. Celle-ci, qui l'a conservée dans son château jusque dans les années 1980, affirmait que Toussaint Louverture l'avait sculptée pendant sa détention au fort de Joux. Ce dernier point paraît cependant douteux, dans les conditions matérielles de sa détention. En revanche, Toussaint Louverture a pu l'envoyer pendant qu'il était l'homme fort d'Haïti, ou sa famille a pu la transmettre plus tard,.
Au XIXe siècle, les relations entre Louverture et le comte de Noé font l'objet d'une reconstruction mémorielle qui les enjolive,. Victor Hugo s'en inspire dans son roman Bug-Jargal, campant deux personnages que de nombreux détails permettent d'identifier comme Louis-Pantaléon de Noé et Toussaint Louverture.